# Makropoder
Makropoder (Macropodusinae) är en underfamilj i familjen guramier (Osphronemidae) inom underordningen labyrintfiskar. Samtliga arter hör hemma i södra och sydöstra Asien, huvudsakligen i tropikerna. Rundstjärtmakropod finns dock längs kusten upp till norra Kina. I artantal domineras underfamiljen av släktet kampfiskar (Betta) med mer än 50 arter som uteslutande finns i Sydöstasien. Makropoder tillhör standardutbudet av akvariefiskar och arten makropod var en av de allra första akvariefiskarna, införd till Europa  år 1869. 
Några arter:
- Siamesisk kampfisk (Betta splendens)
- Makropod (Macropodus opercularis) kallades förr också paradisfisk
- Rundstjärtmakropod (Macropodus ocellatus)
- Svart makropod (Macropodus spechti tidigare under namnet Macropodus concolor)
- Spetsstjärtmakropod (Pseudosphromenus cupanus)
- Strålstjärtmakropod (Pseudosphromenus dayi)
- Pygmégurami (Trichopsis pumila)
- Trichopsis schalleri
- Morrande gurami (Trichopsis vittata)

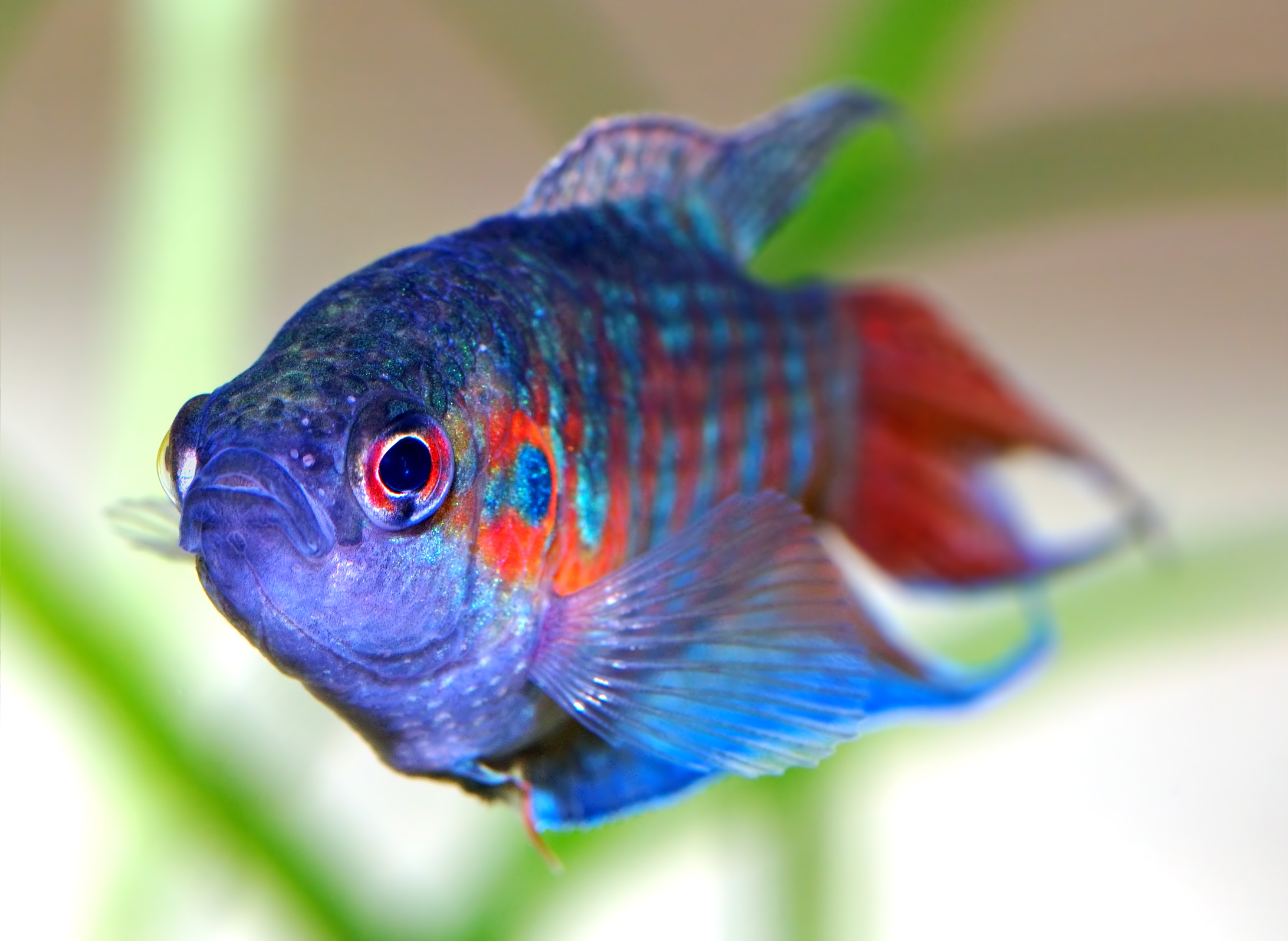
Makropod (Macropodus opercularis)